# Aluku
Gli Aluku sono un gruppo etnico risiedente in Guyana francese e Suriname, discendente dai cimarroni, schiavi africani sfuggiti al lavoro nelle piantagioni ed insediatisi nel folto della foresta pluviale. Essi sono conosciuti anche col nome di Boni in riferimento al loro primo capo, Boni Bokilifu.
Gli Aluku discendono dai cimarroni, schiavi africani (in massima parte provenienti dalla Costa d'Oro, corrispondente grossomodo all'attuale Ghana) sfuggiti dalle piantagioni dell'allora colonia britannica del Suriname fra il XVII ed il XVIII secolo: questa comunità è la terza ad essersi formata in ordine di tempo, dopo i saramaccani e gli Ndyuka, risalendo lungo il corso del fiume Maroni e insediandosi all'altezza della confluenza del fiume Lawa (nella zona nota come Fochi-ké, "primo pianto", nel comune di Maripasoula), resistendo sia agli attacchi delle truppe coloniali che alle continue scaramucce con le altre due comunità cimarrone precedentemente menzionate, risiedenti più a nord.
Attualmente gli Aluku sono diffusi praticamente lungo tutta la porzione franco-guyanese del Maroni, nei comuni di Saint-Laurent-du-Maroni, Apatou, Grand-Santi, Papaïchton (considerata la loro capitale coi villaggi tradizionali di Kormontibo, Assissi, Loca, Tabiki, Agoodé) e Maripasoula, oltre che nel ressort surinamense di Cottica. Sono inoltre presenti delle comunità di Aluku "urbanizzati" alla Caienna e nelle città di Matoury e Kourou.
Tradizionalmente, gli Aluku sono cacciatori-raccoglitori che vivono una vita seminomade, rimanendo per lunghi periodi lontani dai propri villaggi e cibandosi di ciò che l'ambiente circostante offre: la comunità è retta da un capo (grand man), spesso investito anche di un potere politico ufficiale (come successo ad esempio a Papaïchton dove il grand man Tolinga venne eletto sindaco), il quale è rappresentato in ciascun villaggio da un capitain.

Specialmente durante la seconda metà del XX secolo, con la chiusura della colonia penale, essi sono venuti sempre di più in contatto con la cultura occidentale, trovando impiego soprattutto come barcaioli sia privati che nell IX reggimento di fanteria marina (9eme RIMa) della Marine nationale, ed occidentalizzandosi a propria volta, con effetti destabilizzanti sulla società.
Questo popolo parla la lingua aluku, una lingua creola basata per oltre il 90% sull'inglese (lingua dei primi colonizzatori e schiavisti del Suriname) con influenze marcate delle lingue dell'Africa occidentale oltre che in misura minore dall'olandese e dal francese: l'Aluku appare molto simile al paramaccano, al kwinti e soprattutto allo ndyuka (col quale si dice popolarmente che corrano le stesse differenze che intercorrono fra il francese di un abitante di Marsiglia e quello di un abitante di Brest) oltre che al creolo giamaicano.